# Modła (Poméranie)
Pour les articles homonymes, voir Modła.
Modła est une localité polonaise de la gmina rurale d'Ustka située dans le powiat de Słupsk en voïvodie de Poméranie. Elle se trouve à environ 18 kilomètres au nord de Słupsk et 150 km à l'ouest de la capitale régionale Gdańsk.

## Géographie

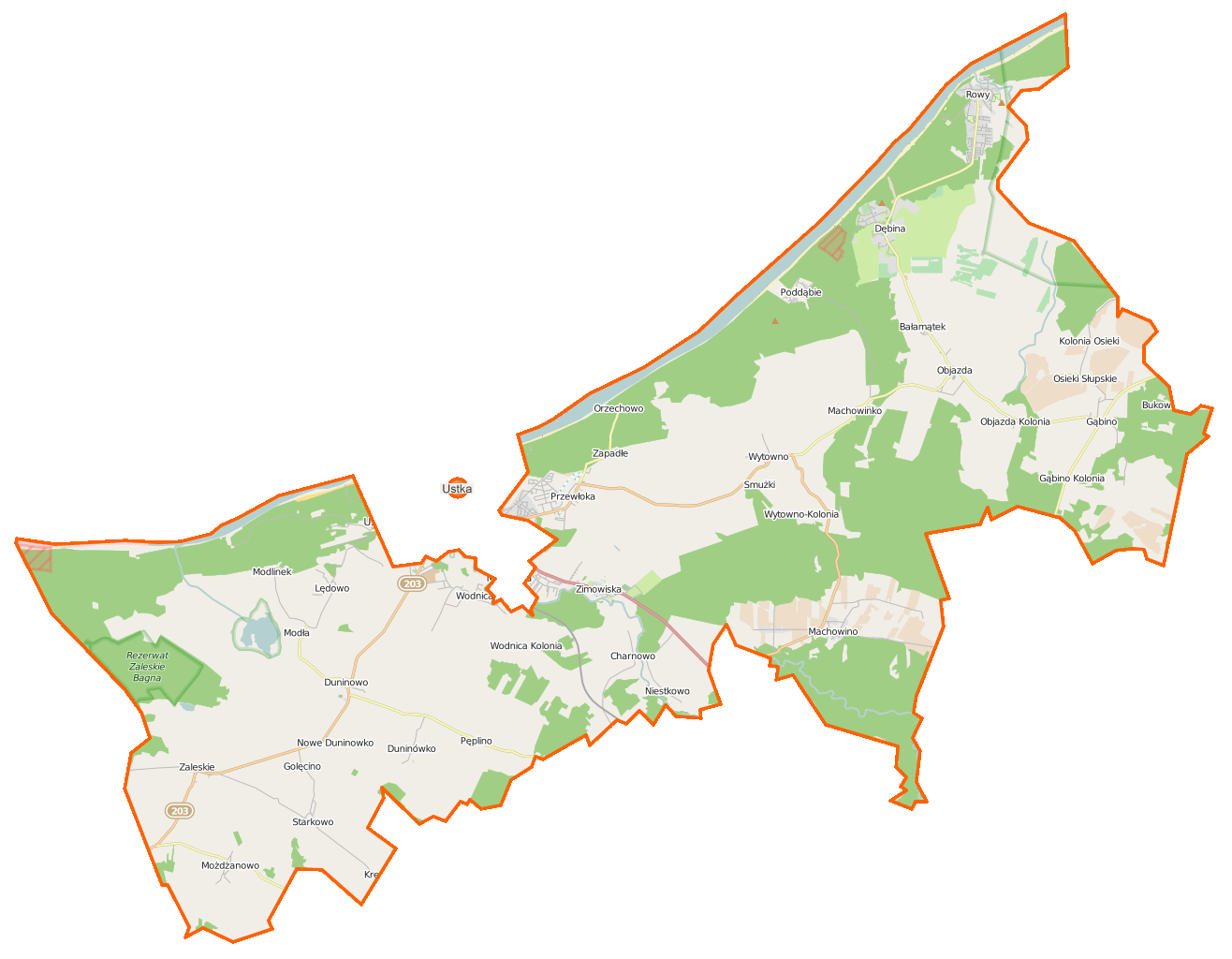
Carte de la gmina d'Ustka.

## Histoire
De 1648 à 1945, Muddel fait partie de l'arrondissement de Stolp dans le district de Köslin au sein de la province de Poméranie.